# Салала
Салала (араб. صلالة) — друге за населенням місто Оману, адміністративний центр південної провінції (мухафаза) Дофар. Назва міста перекладається з однієї з місцевих говірок як «мерехтливий»: так завдяки сліпучій білизні будівель називали Салалу вихідці з сусідніх гірських племен.

## Географія
Місто розташоване на узбережжі Аравійського моря, на відстані у 1030 км на південний захід від м.Маскат. У 175 км на північ від Салали знаходяться руїни стародавнього міста Убар (100 рік до н. е.), прозваного Лоуренсом Аравійським «Атлантидою пісків». Убар, колись потужний центр торгівлі ладаном, був повністю поглинений пісками пустелі Руб-ель-Халі.
В околицях міста розташовано низку печер: «Тейк» площею більше 300 млн м2, «Ель-Мернейф», «Раззат» і «Еттейн».

### Клімат
Незважаючи на те, що Салалу з трьох боків оточує Аравійська пустеля, клімат там відносно помірний протягом більшої частини року. З південного сходу на місто дмуть мусони з кінця червня до початку вересня. Денна температура в Салалі лише в квітні-травні може перевищувати +30 °C. В інший час тут набагато комфортніше: + 27—29 °C.
| Клімат                                     | Клімат | Клімат | Клімат | Клімат | Клімат | Клімат | Клімат | Клімат | Клімат | Клімат | Клімат | Клімат | Клімат |
| Показник                                   | Січ.   | Лют.   | Бер.   | Квіт.  | Трав.  | Черв.  | Лип.   | Серп.  | Вер.   | Жовт.  | Лист.  | Груд.  |        |
| Абсолютний максимум, °C                    | 32,3   | 33,8   | 36,7   | 43,6   | 42,3   | 43,0   | 32,7   | 31,3   | 33,0   | 40,1   | 37,4   | 34,2   |        |
| Середній максимум, °C                      | 27,5   | 27,9   | 29,9   | 31,7   | 32,4   | 31,8   | 28,4   | 27,3   | 29,0   | 30,5   | 30,8   | 28,7   |        |
| Середня температура, °C                    | 22,9   | 23,7   | 25,5   | 27,6   | 29,0   | 29,0   | 26,4   | 25,2   | 26,3   | 26,3   | 25,9   | 23,9   |        |
| Середній мінімум, °C                       | 17,9   | 19,2   | 21,0   | 23,4   | 25,6   | 26,5   | 24,2   | 23,1   | 23,4   | 21,6   | 20,4   | 18,8   |        |
| Абсолютний мінімум, °C                     | 12,6   | 10,8   | 14,5   | 18,0   | 20,6   | 23,5   | 21,9   | 20,5   | 19,1   | 16,5   | 15,0   | 14,1   |        |
| Середня кількість сонячних годин на місяць | 289,6  | 256,8  | 297,6  | 308,3  | 335,1  | 199,5  | 43,9   | 42,4   | 188,0  | 314,7  | 304,7  | 296,8  |        |
| Норма опадів, мм                           | 2.2    | 7.0    | 6.3    | 19.8   | 17.1   | 10.6   | 24.6   | 24.5   | 4.1    | 4.1    | 9.6    | 1.1    |        |
| Вологість повітря, %                       | 50     | 58     | 62     | 68     | 75     | 80     | 89     | 90     | 81     | 67     | 55     | 50     |        |
| ------------------------------------------ | ------ | ------ | ------ | ------ | ------ | ------ | ------ | ------ | ------ | ------ | ------ | ------ | ------ |
| Джерело: NOAA                              |        |        |        |        |        |        |        |        |        |        |        |        |        |

### Природа
В околицях Салали також ростуть папая, манго, мімоза, алое і тамариск, а також ліс баобабів, якому більше ніж 2000 років.

## Історія
Салата — стародавнє місто. Кажуть, що руїни палацу у форті Самхарам (у долині Рорі) належали ще цариці Савської, а в сусідніх горах Ель-Кар розташована могила біблійного пророка Йова (набі Аюба). Вона знаходиться в північній частині міста і являє собою 3-метровий саркофаг всередині мавзолею.
У давнину тут розташовувався порт Сумхурам (інша назва Кхор Рурі), розквіт якого тривав з IV ст до н. е. і до IV ст н. е. Був важливим пунктом на перетині торгових шляхів. Його оточувала стіна, в якій були вирізані міські ворота. Також на території порту знаходилися невеликий храм, гідротехнічні споруди і труби з вапняку, залишки яких були знайдені археологами. Вздовж воріт на стінах були виявлені стародавні арабські написи, а в самому місті багато різних виробів з кераміки й металу. Нині являє собою лабіринт із рештки стін і укріплень загальною площею 7000 м².
Місто якийсь час було столицею Оману. Салала — батьківщина султану Кабус бін Саїда. До того, як Кабус бін Саїд зійшов на трон в 1970 році, він постійно проживав у Салалі, після цього переїхав до столиці, Маскат. Тим не менш, султан періодично відвідує Салалу для зустрічі з шейхами і духовними лідерами; останній візит був до 2006 року, до цього — в 2002.

## Економіка

### Транспорт
У Салалі є аеропорт, обслуговуючий, в основному, внутрішній Оман і деякі регіональні рейси, наприклад з Кувейту, Дубаю і Дохи.
Приблизно за 15 км на північний захід від міста в 1998 році побудований найбільший в Омані порт Салала, що має важливе стратегічне розташування.
Міський транспорт Салали представлений автобусами.

### Виробництво
Тут діє одна з 6 промислових зон країни та вільна економічна зона «Салала». На 2011 рік обсяг інвестицій сягнув 3,5 млрд доларів.
Салала відома як «парфумерна столиця Аравії». В околицях міста пасуться стада овець, а уздовж гірських струмків ростуть ладанові дерева виду босвеллія сакра. Сьогодні місця видобутку ладану включені в список об'єктів світової спадщини ЮНЕСКО. Щорічно добувається близько 1,5 тис. тонн соку ладану.

### Торгівля
У Салалі кілька ринків. Найколоритнішим з них є ринок Сук Аль-Хасн. Тут можна придбати ароматичні масла, ладан, пахощі, національний одяг і взуття, в тому числі ручної роботи місцевих майстрів. Також є величезний вибір золотих і срібних прикрас.

### Туризм
Восени, на піку туристичного сезону аеропорт приймає рейси і з більш далеких країн. Компанія Oman Air відправляє кілька літаків в день з Салали в Маскат і назад.
З усіх країн Перської затоки в Салалу стікаються гості, щоб перепочити від сильної спеки, яка стоїть в іншому регіоні в цей час, і подивитися на бурхливу рослинність і навіть водоспади. У цей час населення міста майже подвоюється, влаштовуються різні фестивалі.
Навколишні пляжі відмінно підходять для дайвінгу. Найпопулярніший пляж — Мугсейль — знаходиться в західній частині міста. Тут багато птахів, а рано вранці можна зустріти верблюдів. Інші пляжі — Кандак, Курум, Дахаріз, Ракхіют
Залученню туристів сприяє проведення фестивалю в Салалі, який є одним з найвідоміших в Омані.

## Населення
Більшість становлять араби різних племен, бедуїни, а також араби-вихідці з Занзибару. У Салалі проживає велика кількість мігрантів, переважно з Китаю, Пакистану та  Індії, є навіть індійська школа. Загалом населення близько 200 тис. осіб. (на 2012 рік)